# توني وارد
توني وارد (بالإنجليزية: Tony Ward)‏ (و. 1963 – م) هو عارض، وممثل، ومصور، ورسام، من الولايات المتحدة الأمريكية، ولد في سان هوزيه، كاليفورنيا.

## وصلات خارجية
- توني وارد على موقع IMDb (الإنجليزية)
- توني وارد على موقع ألو سيني (الفرنسية)
- توني وارد على موقع ميوزك برينز (الإنجليزية)
- توني وارد على موقع أول موفي (الإنجليزية)
- توني وارد على موقع قاعدة بيانات الفيلم (الإنجليزية)
- توني وارد على موقع كينوبويسك (الروسية)